# فهرست وابسته‌های دیپلماتیک دانمارک

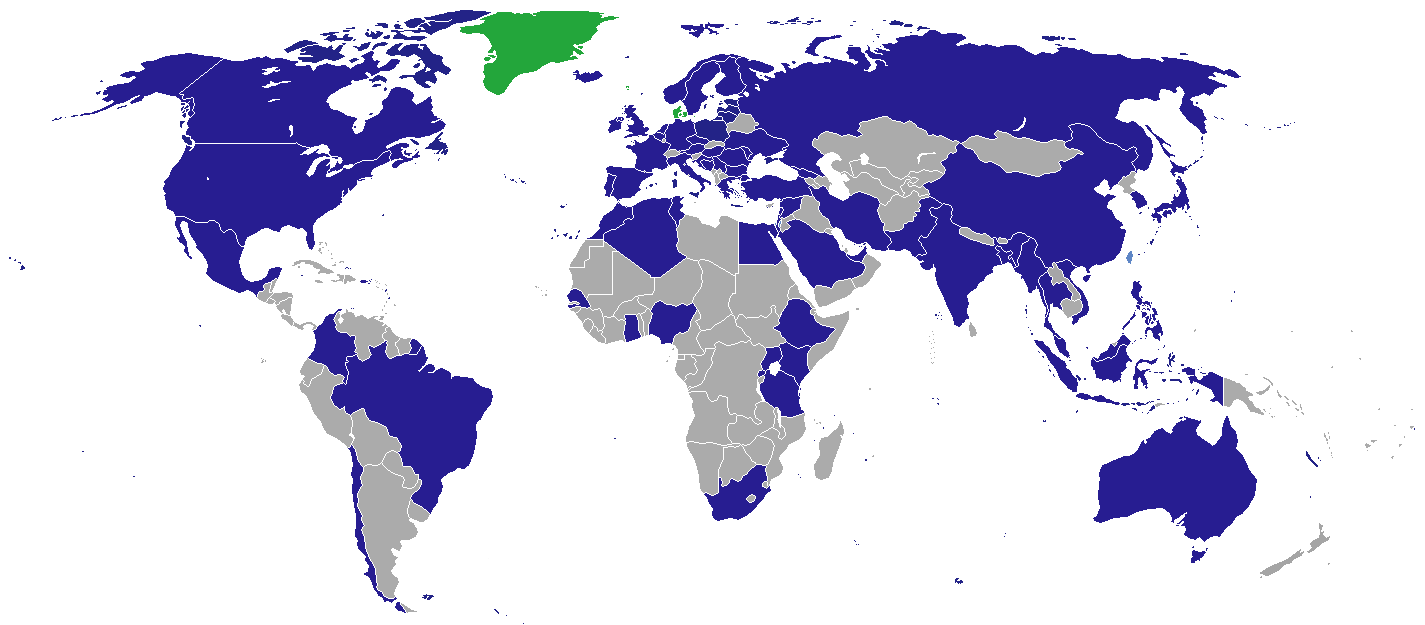
ماموریت‌های دیپلماتیک دانمارک

این مقاله فهرستی از ماموریت‌های دیپلماتیک پادشاهی دانمارک است . پادشاهی دانمارک ۷۶ مرکز سفارتخانه در سرتاسر جهان دارد که نشانگر شبکه گسترده استراتژی این کشور جهت به حداکثر رساندن ارتباطات است.

## آفریقا

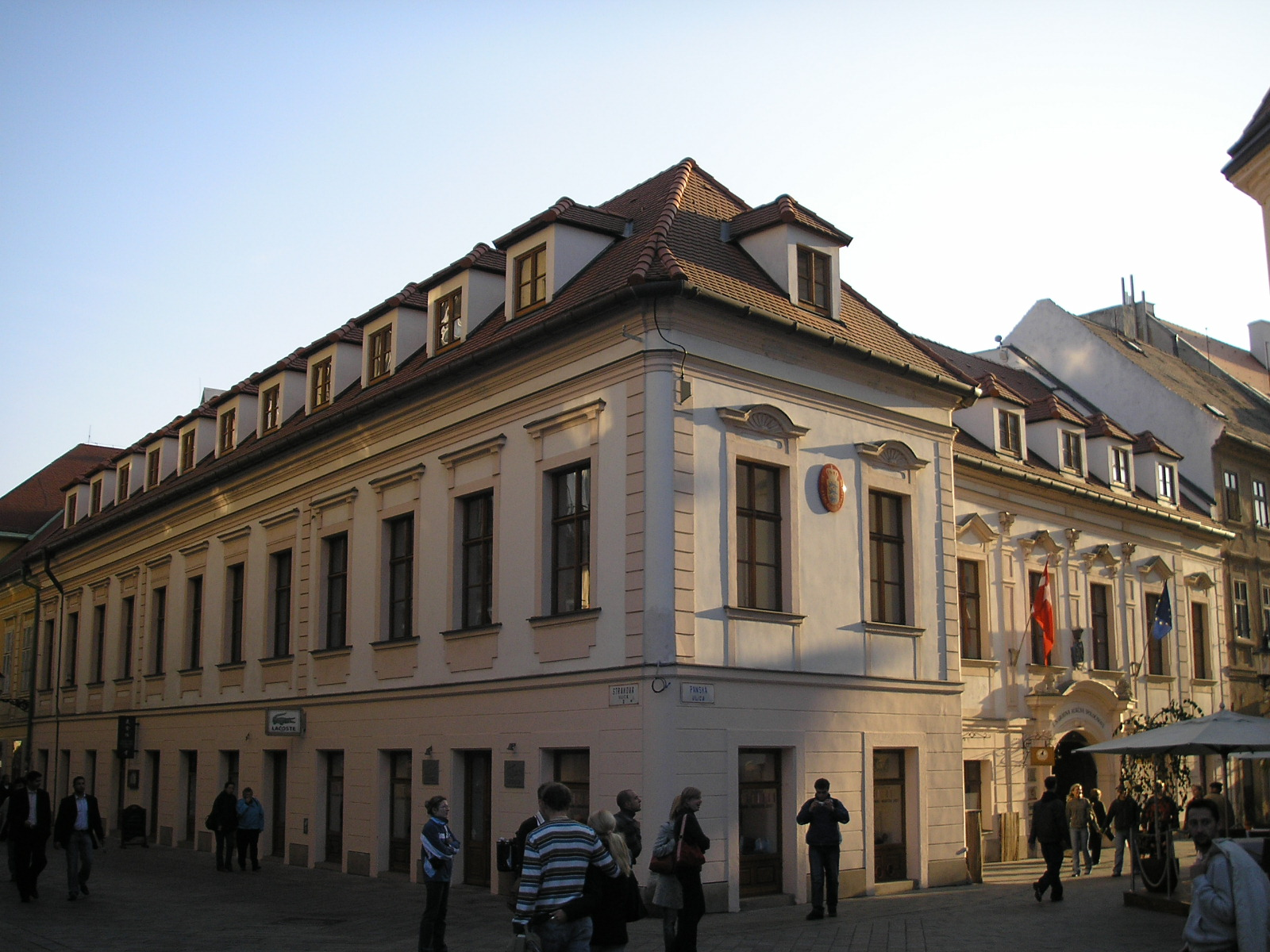
سفارت دانمارک در براتیسلاوا

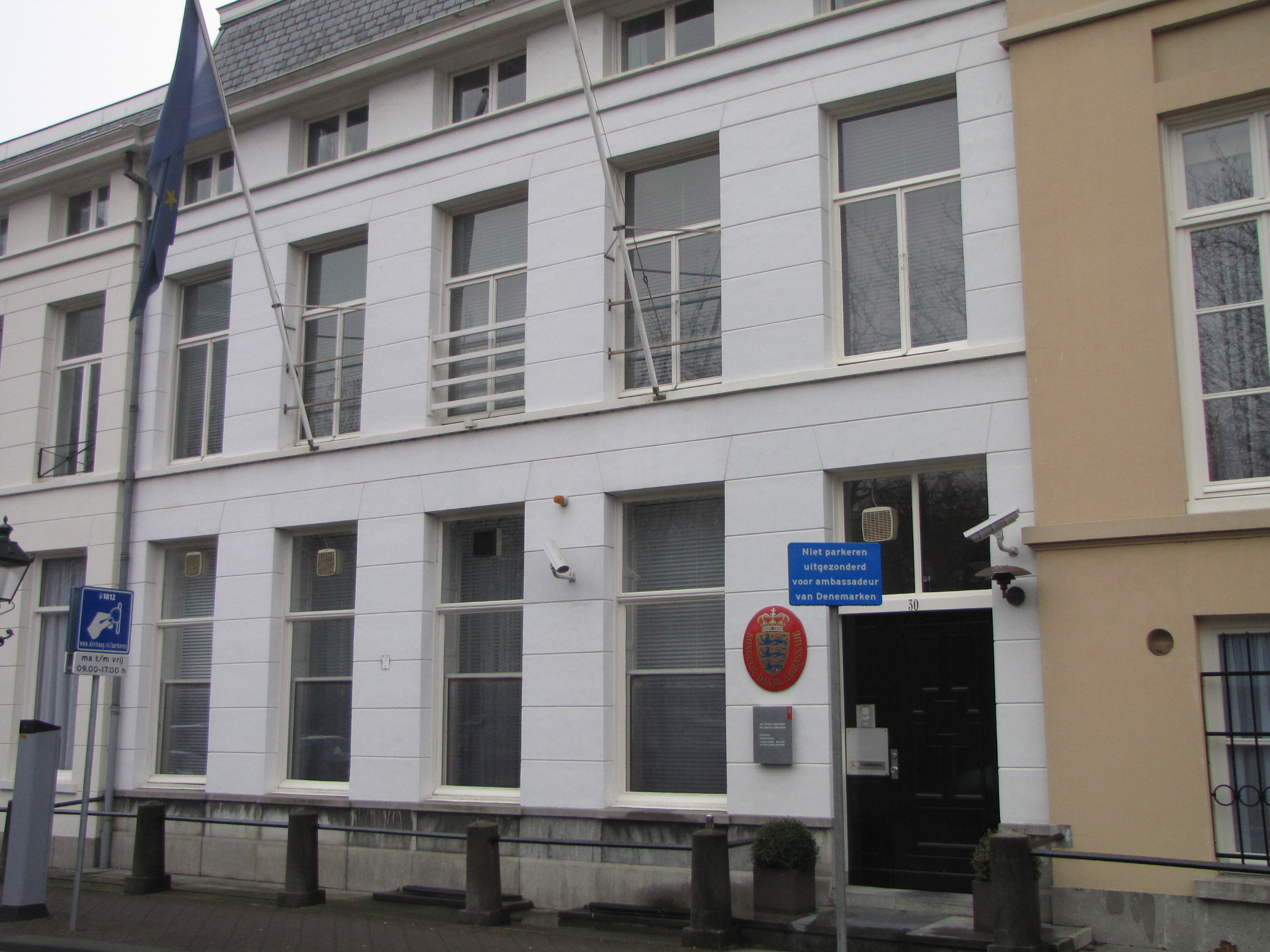
سفارت دانمارک در لاهه

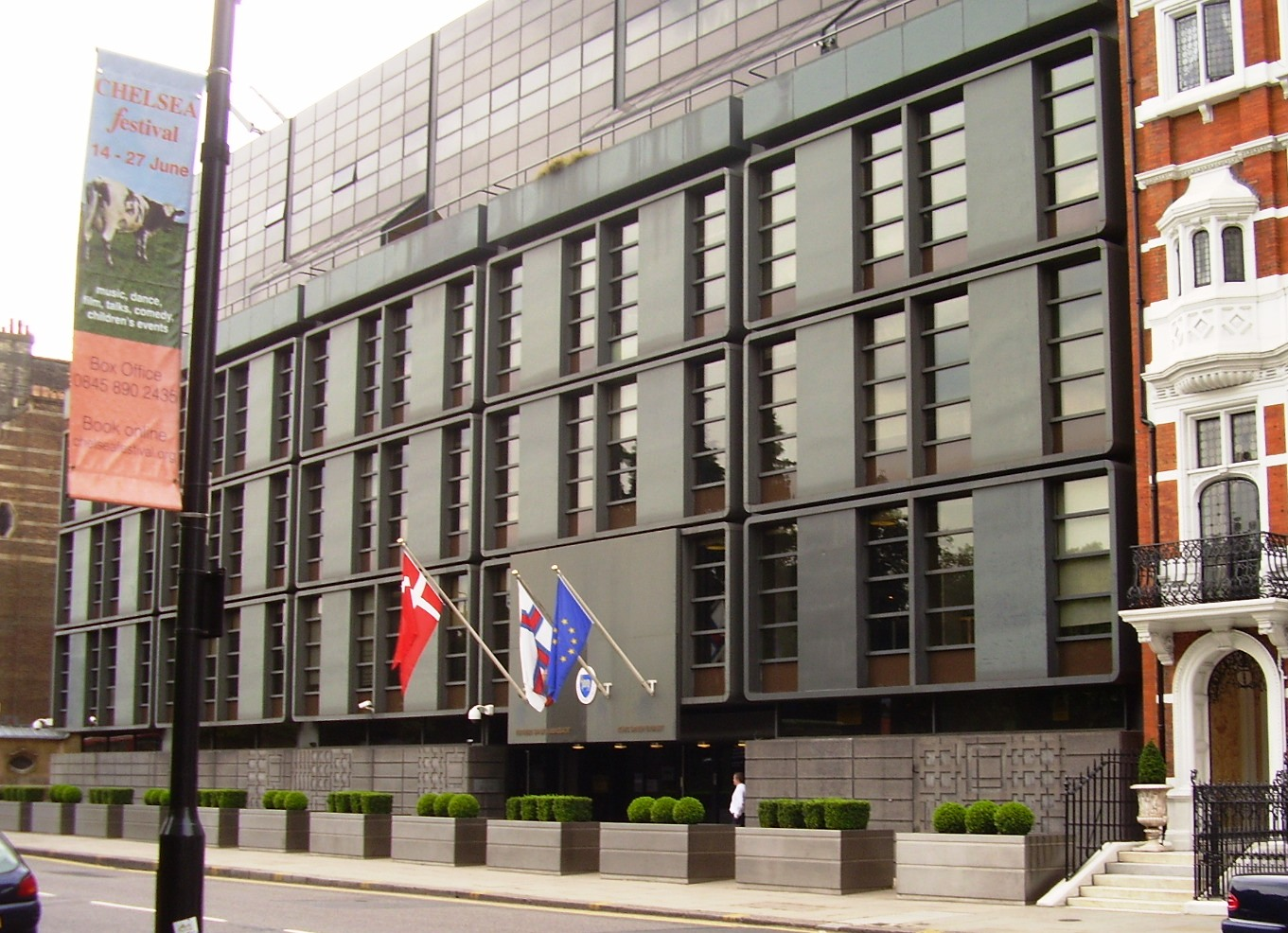
سفارت دانمارک در لندن

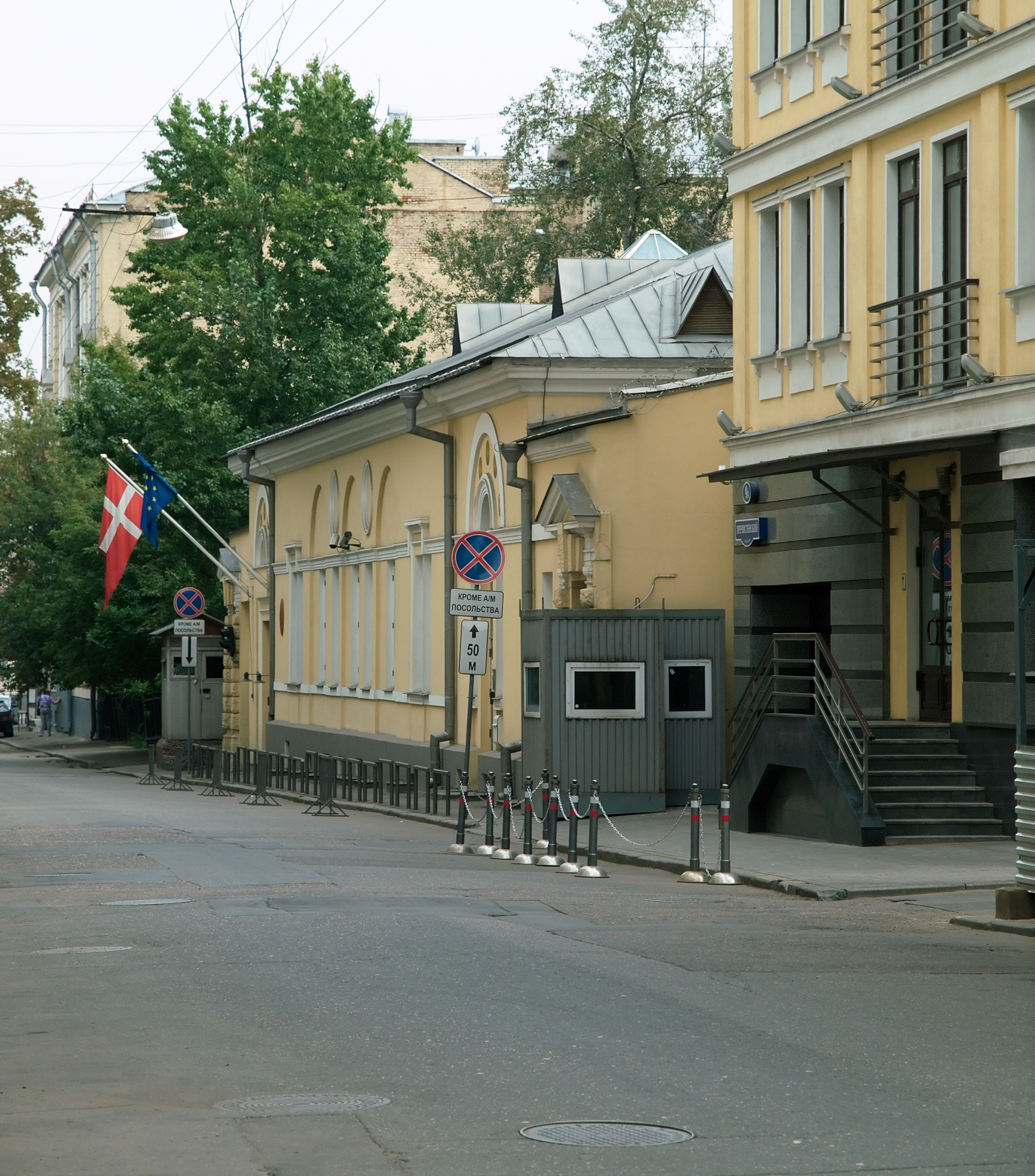
سفارت دانمارک در مسکو

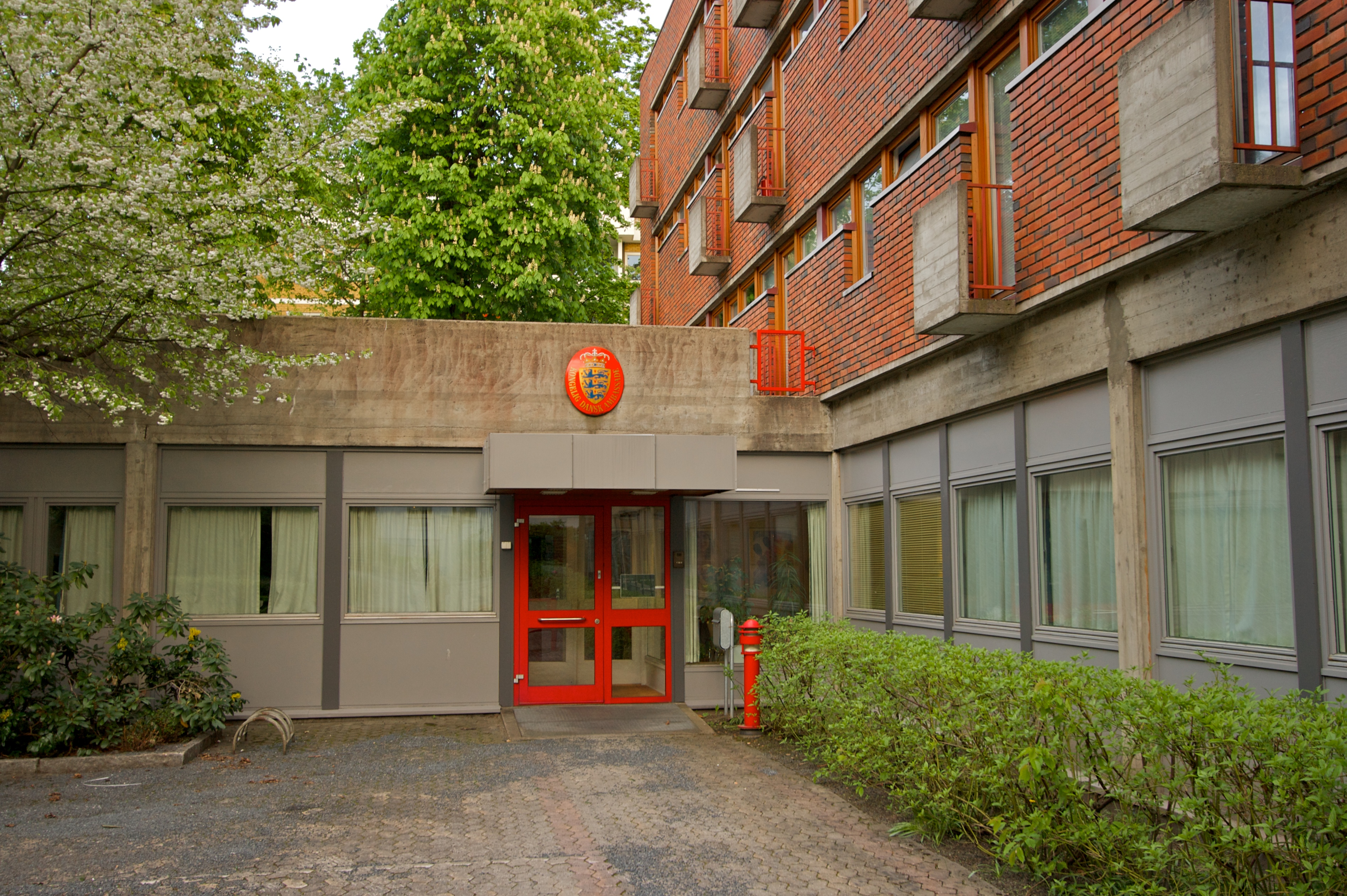
سفارت دانمارک در اسلو

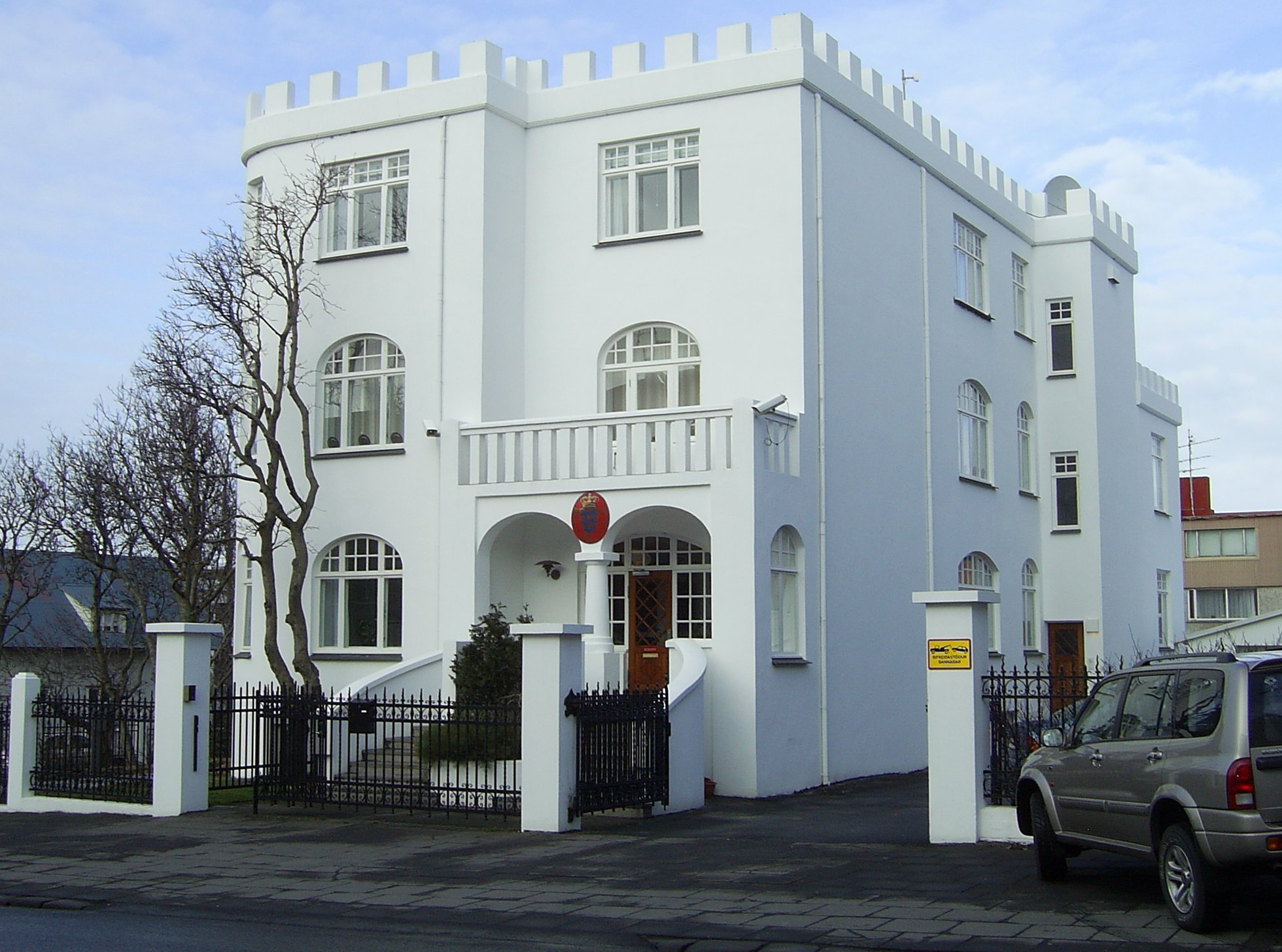
سفارت دانمارک در ریکیاویک

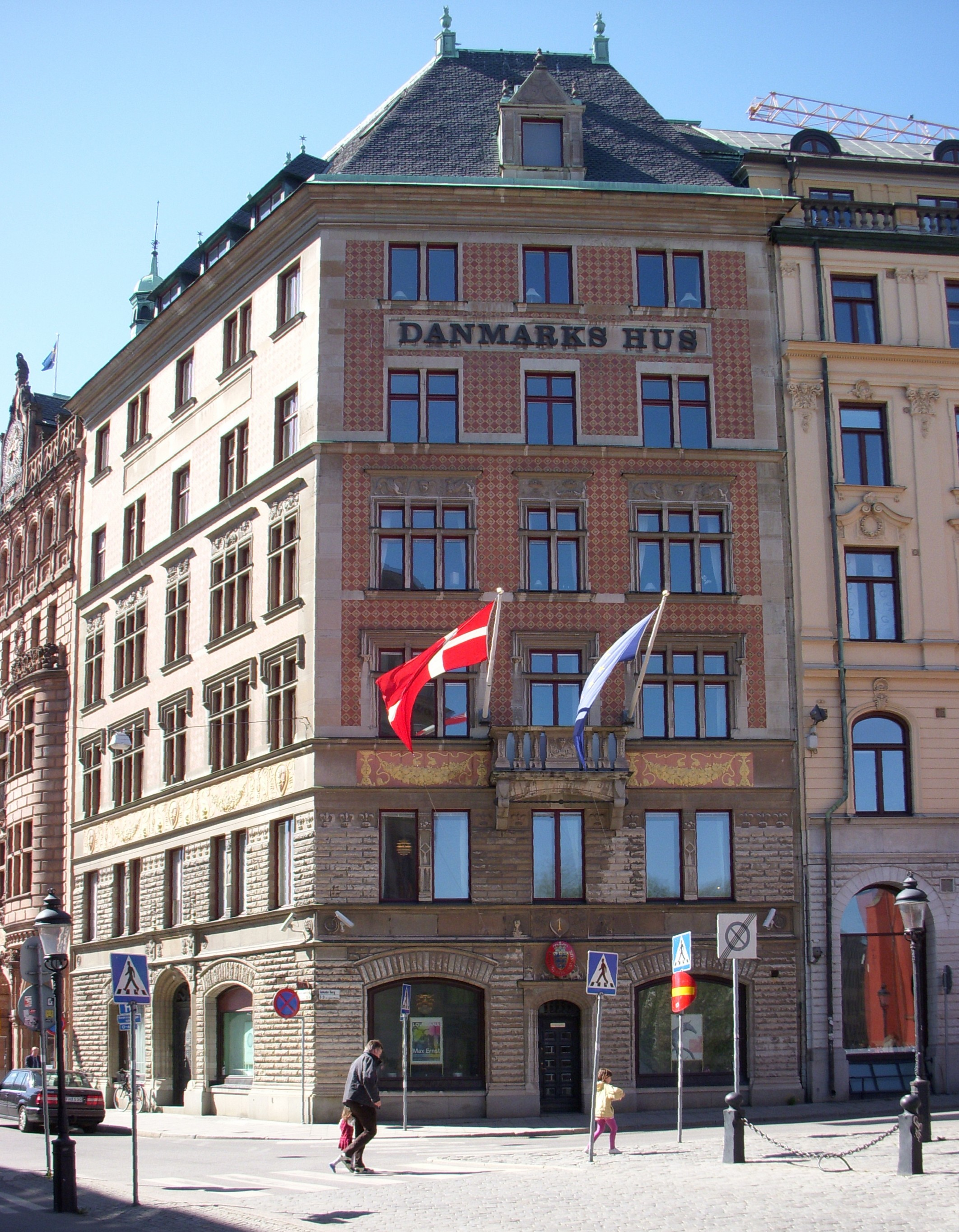
سفارت دانمارک در استکهلم

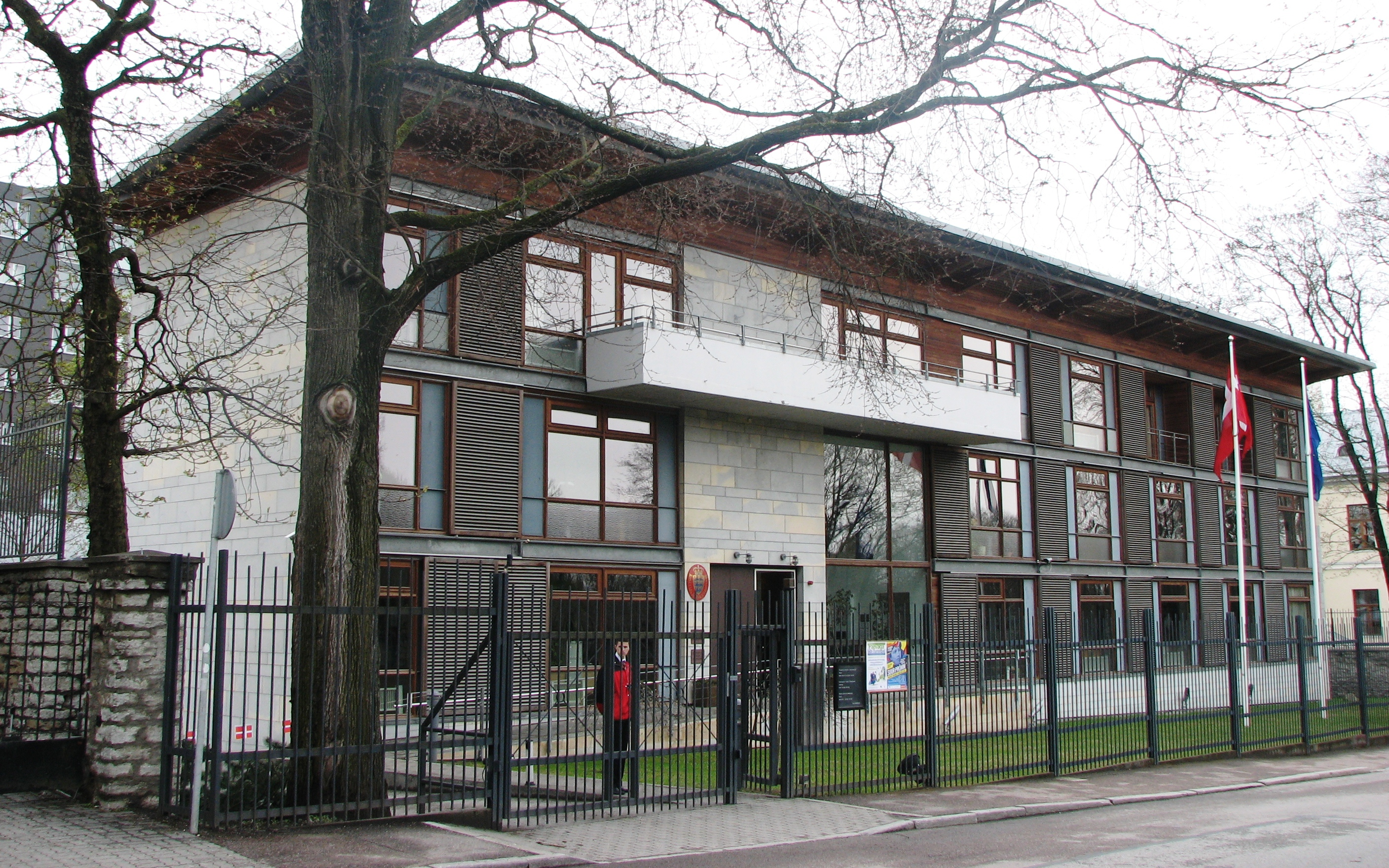
سفارت دانمارک در تالین

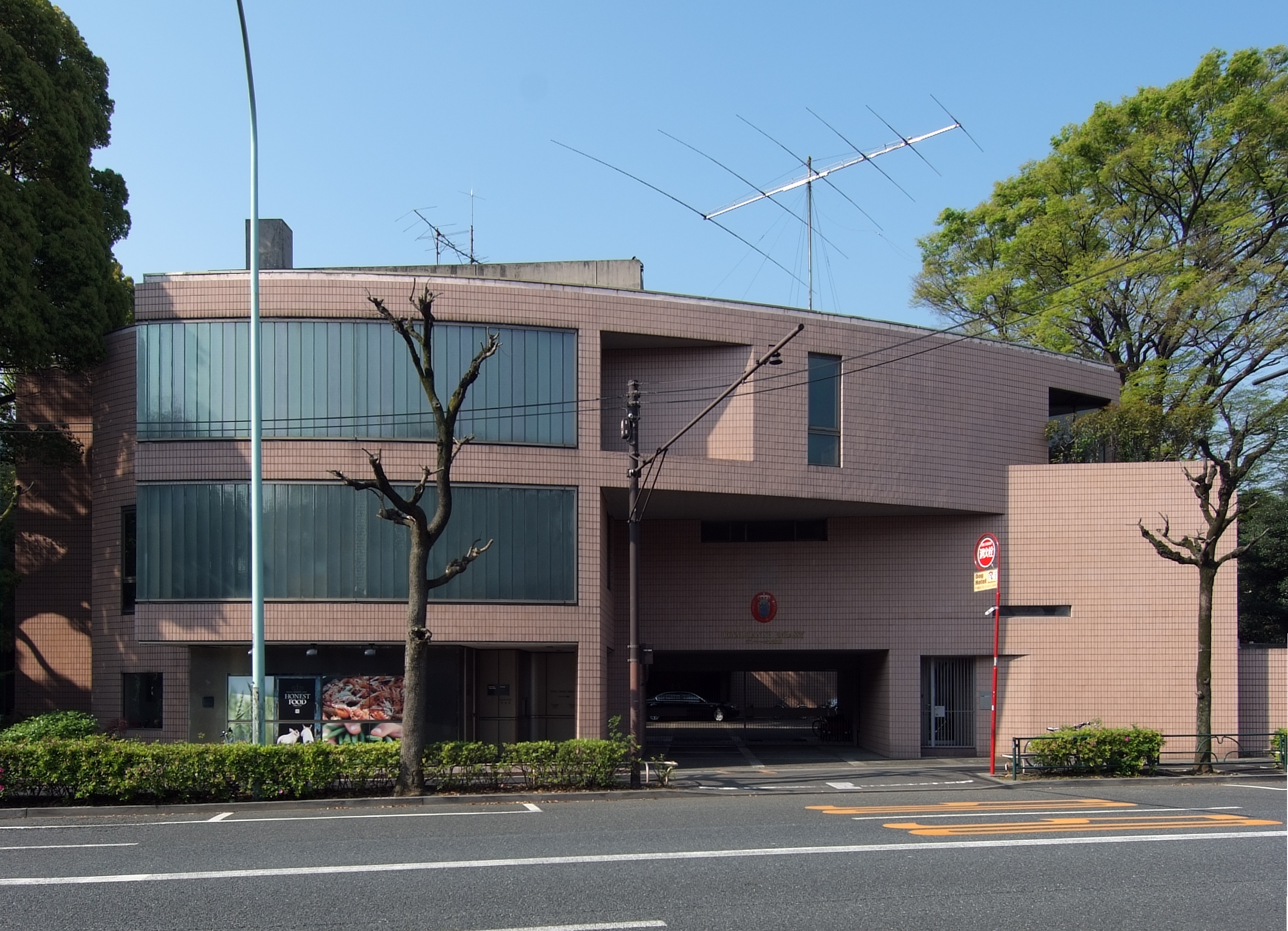
سفارت دانمارک در توکیو

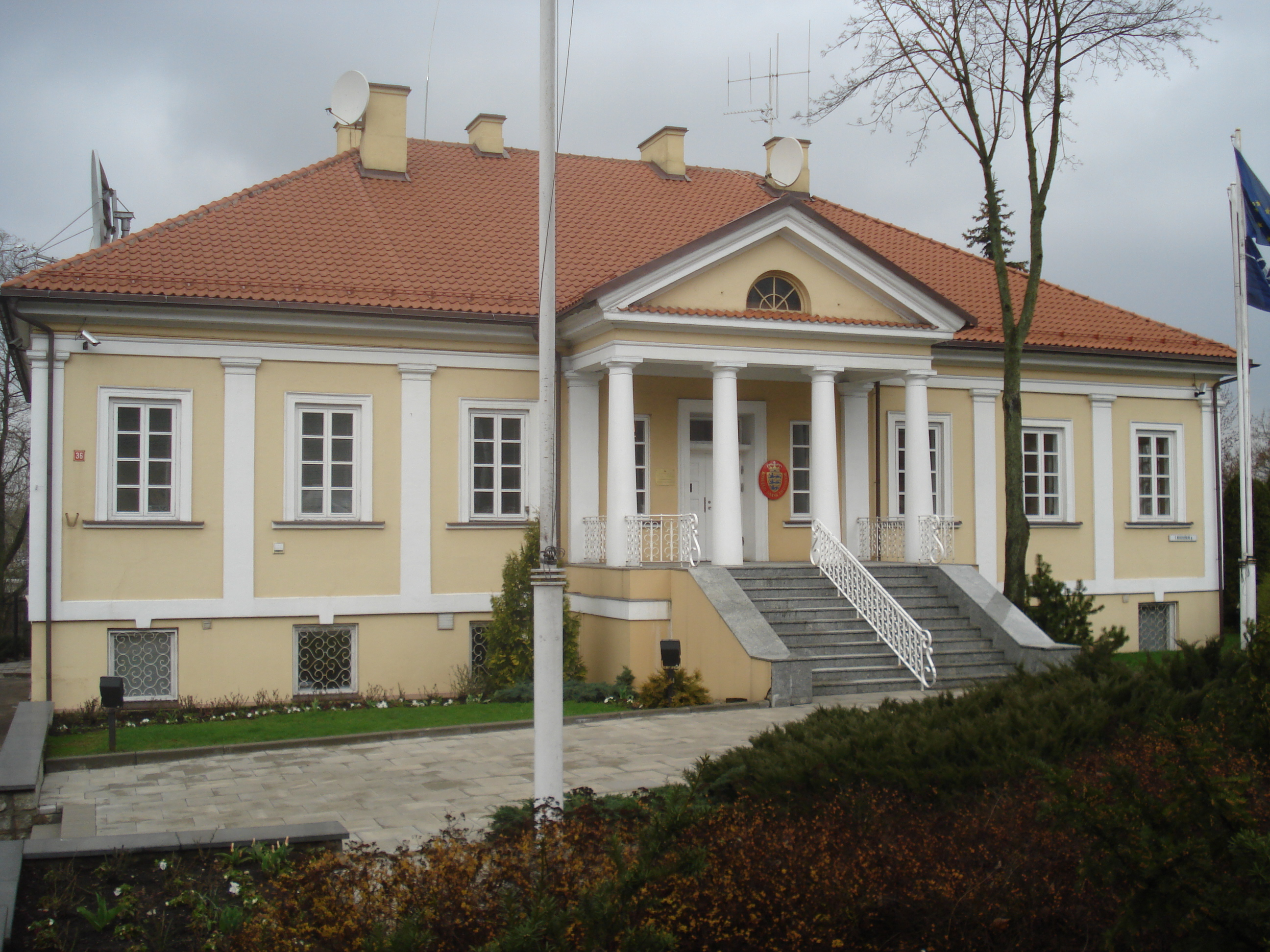
سفارت دانمارک در ویلنیوس

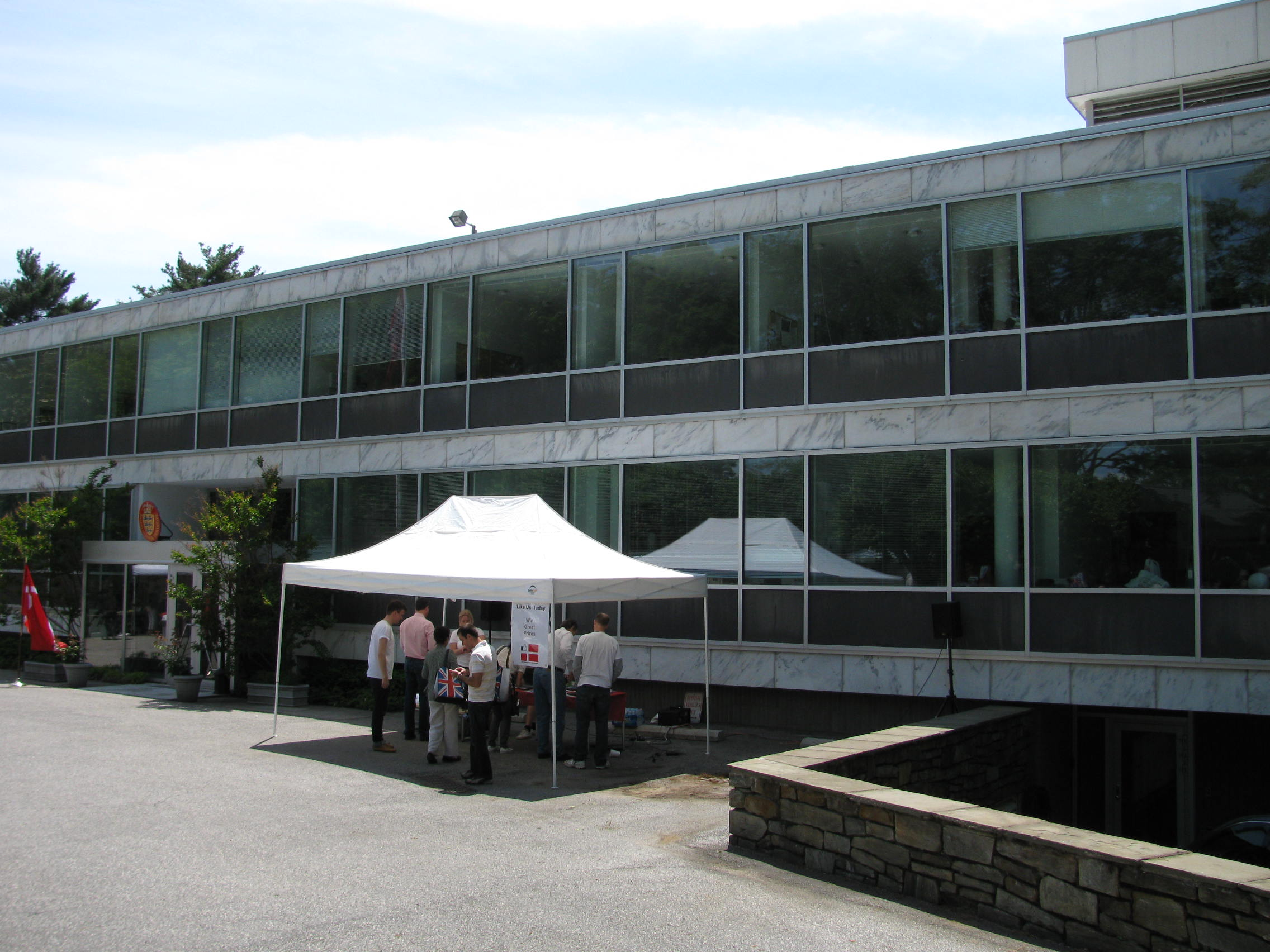
سفارت دانمارک در واشینگتن، دی سی

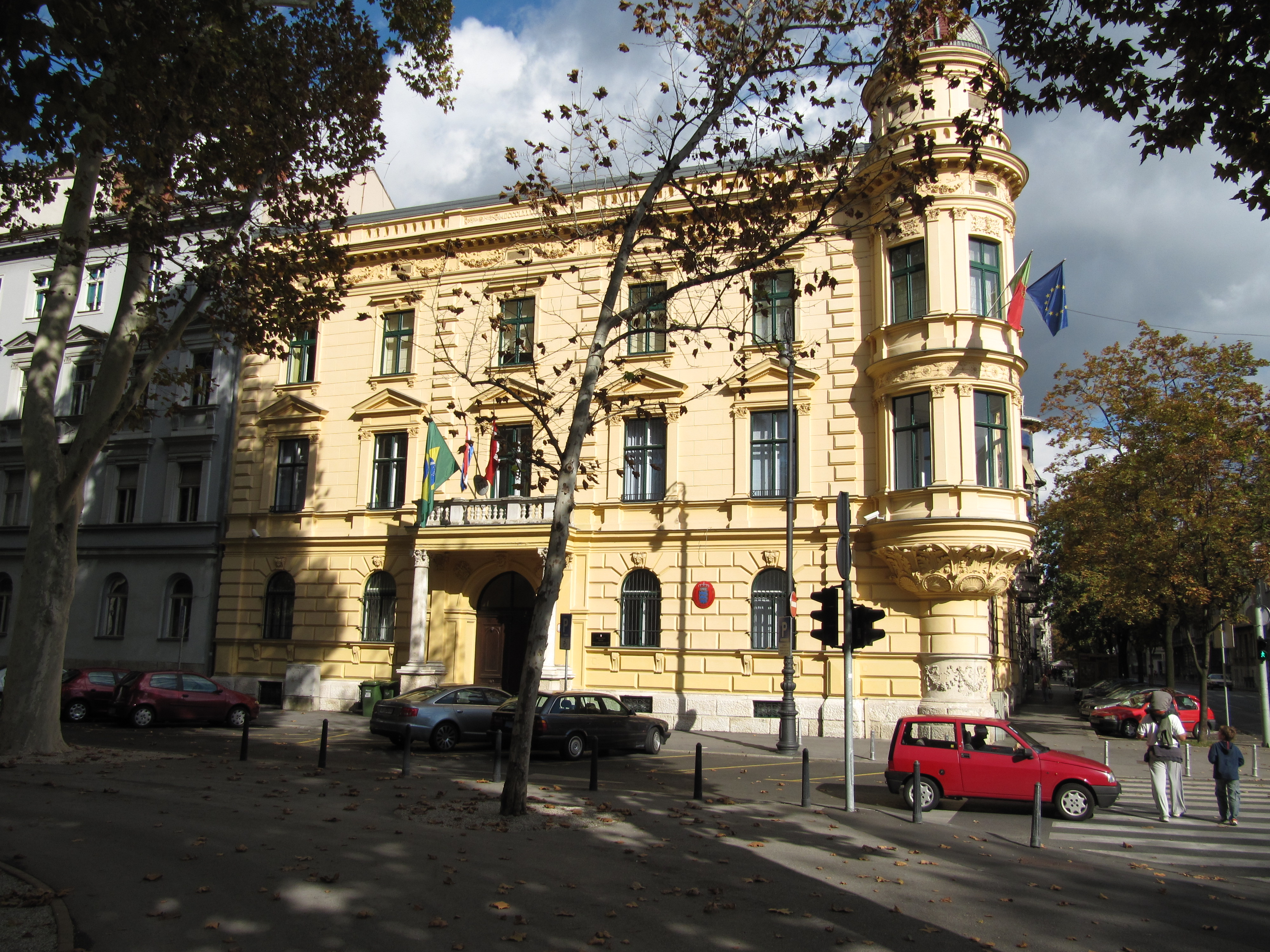
سفارت دانمارک در زاگرب

- بنین
  - کوتونو (سفارت)
- بورکینافاسو
  - Ouagadougou (سفارت)
- مصر
  - قاهره (سفارت)
- اتیوپی
  - آدیس آبابا (سفارت)
- غنا
  - آکرا (سفارت)
- کنیا
  - نایروبی (سفارت)
- مالی
  - باماکو (سفارت)
- مراکش
  - رباط (سفارت)
- موزامبیک
  - ماپوتو (سفارت)
- نیجریه
  - آبوجا (سفارت)
  - لاگوس (سرکنسولگری)
- سومالی‌لند
  - هرجیسا (دفتر نمایندگی)
- آفریقای جنوبی
  - پرتوریا (سفارت)
- تانزانیا
  - دارالسلام (سفارت)
- اوگاندا
  - کامپالا (سفارت)
- زیمبابوه
  - هراره (دفتر سفارت)

## آمریکا
- آرژانتین
  - بوئنوس آیرس (سفارت)
- بولیوی
  - لاپاز (سفارت)
- برزیل
  - برازیلیا (سفارت)
  - سائوپائولو (سرکنسولگری)
- کانادا
  - اتاوا (سفارت)
  - تورنتو (سرکنسولگری)
- شیلی
  - سانتیاگو (سفارت)
- کلمبیا
  - بوگوتا (سفارت)
- مکزیک
  - مکزیکوسیتی (سفارت)
- ایالات متحده آمریکا
  - واشینگتن دی سی (سفارت، دفتر نمایندگی:  گرینلند)
  - شیکاگو (سرکنسولگری)
  - نیویورک (سرکنسولگری)

## آسیا
- افغانستان
  - کابل (سفارت)
- بنگلادش
  - داکا (سفارت)
- بوتان (کشور)
  - تیمفو (دفتر نمایندگی)
- کامبوج
  - پنوم پن (دفتر نمایندگی)
- چین
  - پکن (سفارت)
  - چونگ کینگ (سرکنسولگری)
  - گوانگژو (سرکنسولگری)
  - شانگهای (سرکنسولگری)
- هند
  - دهلی نو (سفارت)
- اندونزی
  - جاکارتا (سفارت)
- ایران
  - تهران (سفارت)
- اسرائیل
  - تل آویو (سفارت)
- ژاپن
  - توکیو (سفارت)
- کره جنوبی
  - سئول (سفارت)
- لبنان
  - بیروت (سفارت)
- مالزی
  - کوالالامپور (سفارت)
- میانمار
  - یانگون (سفارت)
- نپال
  - کاتماندو (سفارت)
- پاکستان
  - اسلام‌آباد (سفارت)
- تشکیلات خودگردان فلسطین
  - رام‌الله (دفتر نمایندگی)
- فیلیپین
  - مانیل (سفارت)
- عربستان سعودی
  - ریاض (سفارت)
- سنگاپور
  - سنگاپور (سفارت)
- تایوان
  - تایپه (شورای بازرگانی دانمارک، تایپه)
- تایلند
  - بانکوک (سفارت)
- ترکیه
  - آنکارا (سفارت)
- امارات متحده عربی
  - ابوظبی (سفارت)
- ویتنام
  - هانوی (سفارت)

## اروپا
- آلبانی
  - تیرانا (سفارت)
- اتریش
  - وین (سفارت)
- بلژیک
  - بروکسل (سفارت، دفتر نمایندگی:  جزایر فارو،   گرینلند)
- بلغارستان
  - صوفیا (سفارت)
- کرواسی
  - زاگرب (سفارت)
- قبرس
  - نیکوزیا (سفارت)
- جمهوری چک
  - پراگ (سفارت)
- استونی
  - تالین (سفارت)
- فنلاند
  - هلسینکی (سفارت)
- فرانسه
  - پاریس (سفارت)
- آلمان
  - برلین (سفارت)
  - فلنسبورگ (سرکنسولگری)
  - هامبورگ (سرکنسولگری)
- یونان
  - آتن (سفارت)
- مجارستان
  - بوداپست (سفارت)
- ایسلند
  - ریکیاویک (سفارت، دفتر نمایندگی:  جزایر فارو)
- جمهوری ایرلند
  - دوبلین (سفارت)
- ایتالیا
  - رم (سفارت)
- لتونی
  - ریگا (سفارت)
- لیتوانی
  - ویلنیوس (سفارت)
- لوکزامبورگ
  - لوکزامبورگ (سفارت)
- هلند
  - لاهه (سفارت)
- نروژ
  - اسلو (سفارت)
- لهستان
  - ورشو (سفارت)
- پرتغال
  - لیسبون (سفارت)
- رومانی
  - بخارست (سفارت)
- روسیه
  - مسکو (سفارت، دفتر نمایندگی:  جزایر فارو)
  - سن پترزبورگ (سرکنسولگری)
- صربستان
  - بلگراد (سفارت)
- اسپانیا
  - مادرید (سفارت)
- سوئد
  - استکهلم (سفارت)
- سوئیس
  - برن (سفارت)
- اوکراین
  - کی یف (سفارت)
- بریتانیا
  - لندن (سفارت، دفتر نمایندگی:  جزایر فارو)

## اقیانوسیه
- استرالیا
  - کانبرا (سفارت)
  - سیدنی (سرکنسولگری)

## سازمان‌های چندجانبه
- شورای اروپا[۲] (استراسبورگ)
- اتحادیه اروپا

 (بروکسل)
- ناتو[۶] (بروکسل)
- سازمان همکاری اقتصادی و توسعه[۷] (پاریس)
- سازمان امنیت و همکاری در اروپا[۸] (وین)
- آژانس بین‌المللی انرژی اتمی[۸] (وین)
- _n[۸] سازمان پیمان جامع تسلیحات هسته‌ای (وین)
- سازمان ملل متحد
  - نیویورک[۹]
  - ژنو[۱۰]
  - وین[۱۱]